# Karbonade
Karbonade og krebinet er betegnelser for almindelige kødretter af hakkekød. Der hersker en del forvirring om forskelle og ligheder mellem de to betegnelser, der i stort omfang dækker over egnsbestemte variationer. Mange bruger navnene i flæng.

## Etymologi
"Krebinetter" var oprindeligt tilberedt i fedtnet (hinden fra svinets bughule; crépine på fransk), "karbonade" kommer af, at den oprindeligt blev ristet over trækul. Carbon er latin for kul.

## Tilberedning
Der benyttes kun hakket kød til karbonader og krebinetter i dansk madlavning. Imidlertid findes der talrige egnsbestemte variationer af ingredienserne. I nogle egne laves de af 100% svinekød, mens farsen i andre egne er af blandet svine- og kalvekød, ligesom farsen i nogle egne blandes med rasp eller paneres i æg, mel og rasp. Både karbonaden og krebinetten formes runde som en bøf og krydres med salt og peber inden de steges på en stegepande. Karbonader og krebinetter serveres ofte med stuvede grønærter og gulerødder eller blandede grøntsager: broccoli, blomkål, kartofler og gulerødder, smeltet smør og brasede kartofler. Der er i dag hverken forskel på formen eller farven på en krebinet og en karbonade. Oprindelig var krebinetter aflange og karbonader runde.
I Frankrig og Belgien er karbonader kødstykker à 50 g.